# 横手市増田まんが美術館

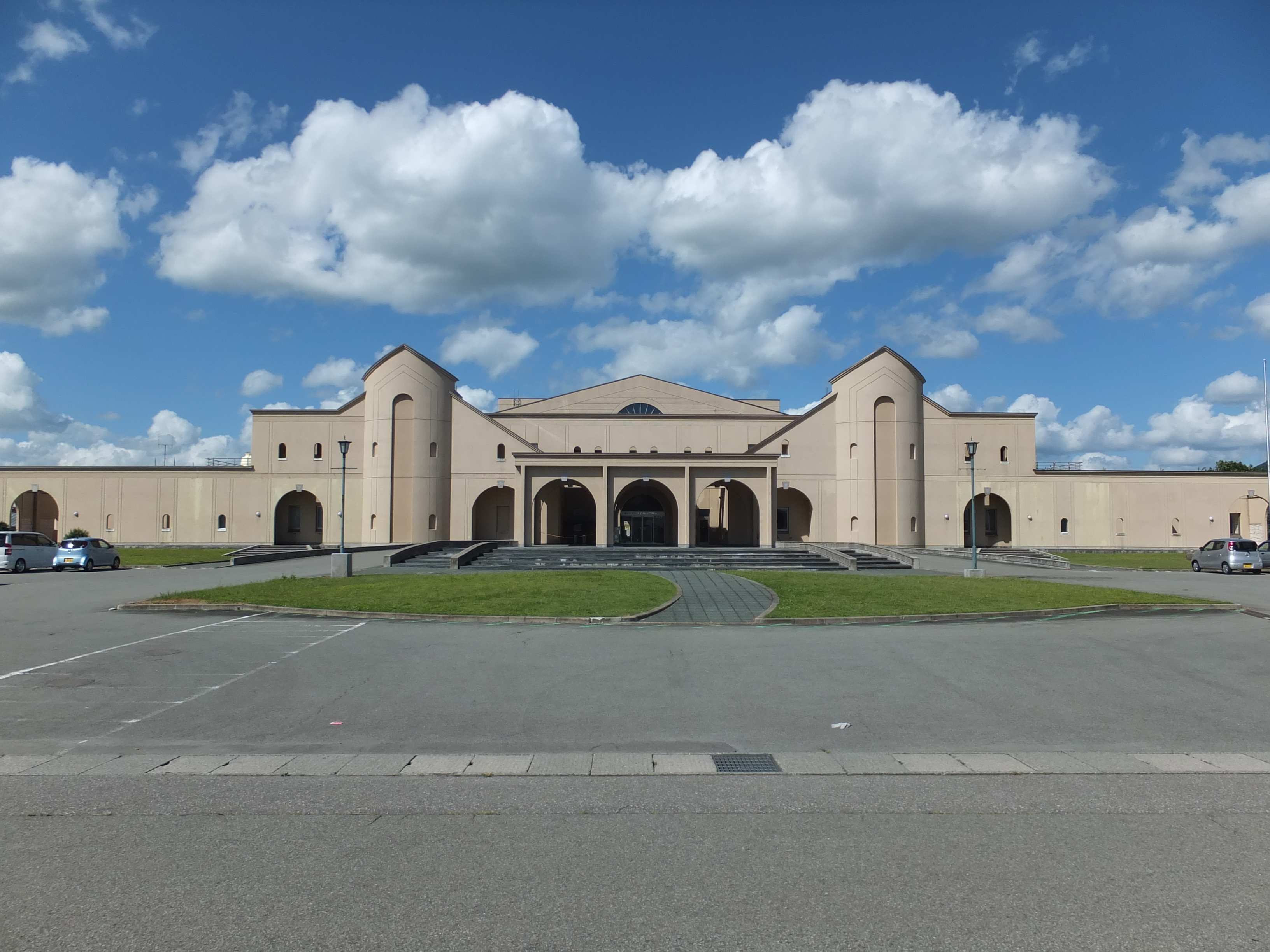
リニューアル以前の外観

横手市増田まんが美術館（よこてしますだまんがびじゅつかん）は、秋田県横手市増田町にある美術館。増田町出身の漫画家である矢口高雄の偉業を記念し、1995年（平成7年）10月に日本で初めて「漫画の原画」をテーマにした美術館として開館した。

## 概要
漫画の原画保存に力を入れており、日本国内外の漫画家約180人の漫画原画を45万点所蔵し、恒久保存している。美術館では最大70万点の原画保存ができ、原画は現物保存と原画紙の経年劣化に対応するためデジタルデータ保存がされる。原画の整理作業はガラス越しに閲覧することができ、原画を温度や湿度を一定に保った上で保管される「マンガの蔵」や、収蔵棚を引き出して1話分の原画を見られる「ヒキダシステム」、デジタル保存された原画を拡大しながら閲覧できる大型タッチパネルが特徴的。
原画の館内保管のほかに、文化庁の委託事業として国内唯一となる漫画原画の保存に関する相談窓口である「マンガ原画アーカイブセンター」の開設や、当館館長である大石卓と講談社の専務取締役である森田浩章によって設立され、当館に設置されている「マンガアーカイブ機構」など、原画保存への取り組みを展開している。
原画保存に関する設備の他に、館内は74作家の原画を展示する常設展示室、漫画の制作工程を紹介するマンガ文化展示室、企画展を行う特別展示室などで構成される。また、漫画の名場面や名言をふきだしにして展示する「名台詞ロード」や、約2万3,000冊の漫画が置かれる「マンガライブラリー」、食事を提供する「マンガカフェ」など漫画に関連した特徴的な施設がある。マンガの蔵や常設展示室以外は撮影が可能であるため、フォトスポット目的の来館者も多いという。

## 沿革
1991年にまんがの普及施設として建設計画が持ち上がり、1995年10月21日に旧平鹿郡増田町の公民館や図書館を併設する複合施設「増田ふれあいプラザ」内の一角に「増田まんが美術館」として開館した。
増田町出身で釣りキチ三平などが代表作として挙げられる矢口高雄の偉業を記念して開館に至った当館であるが、国内にある手塚治虫記念館や水木しげる記念館などと違い、『矢口高雄記念館』と矢口の名前を冠せられていない。その理由として、本人は「僕が死んだら誰も来てくれなくなるから」や「名前を付けると私が終わると終わりますから」と語り、矢口に限らず他の漫画家の原画も収蔵できるように「みんなのまんが美術館」にしたいと考えていたからだそう。また、美術館の設置について、当時は漫画の文化としての地位が低かったため、公的な施設である美術館に取り入れることによって、作家の息遣いが分かる原画を見てもらいたいと考えたと語っている。
2005年10月1日、市町村合併のため名称が「増田まんが美術館」から「横手市増田まんが美術館」に改称。
2015年に矢口が自身の原画、約4万2,000点を当館に寄贈したことを契機に、2017年から秋田県と横手市が協働で「漫画原画の保存と展示に特化」するという美術館の新しいコンセプトを掲げ、同年4月1日から2019年4月30日までリニューアル工事のため休館し、2019年5月1日にグランドオープンした。これまでは生涯学習機能も同居していたが、リニューアル後はまんが美術館単体の施設となった。
2020年5月1日、文化観光拠点施設を中核とした地域における文化観光の推進に関する法律（文化観光推進法）に基づき、観光庁大臣認定を受けた。
2020年11月の矢口の死去以降、名誉館長不在の状態が続いたが、2021年4月より高橋よしひろが新名誉館長に就任することが発表された。高橋は2017年に自身の漫画原画を同美術館に預け、原画保存の取り組みに理解を示し、協力していた。

## 利用情報
所在地
- 秋田県横手市増田町増田字新町285番地

開館時間
- 午前10時～午後6時（最終入館：午後5時30分）[17]

休館日
- 第3火曜日（祝日の場合は翌日）[17]

入館料
- 常設展は無料（特別企画展は有料）[17]

## アクセス
鉄道・バス
東日本旅客鉄道（JR東日本） 奥羽本線 十文字駅より羽後交通バスで増田蔵の駅バス停に下車、徒歩で8分。
十文字駅から徒歩30分。
自動車
E13 東北中央自動車道 十文字ICから約10分。